# ابهیدرما مهاویبهاشا شسترا
ابهیدرما مهاویبهاشا شسترا (انگلیسی: Abhidharma Mahāvibhāṣa Śāstra) یا ماها-ویبهاشا (Mahā-Vibhāṣā)، نظریه باسا (به ژاپنی: 婆沙論 バサ)، یک متن بودایی باستانی (بودیسم) است. تصور می‌شود که این کتاب در حدود سال ۱۵۰ پس از میلاد نوشته شده باشد. این یک اثر دایره‌المعارفی در مورد ابهیدارما فلسفه بودایی است. ترکیب آن منجر به تأسیس یک مکتب اعتقادی جدید به نام ویبهاشیکا («حامیان ویبهاشا») شد که در تاریخ اندیشه و عمل بودایی بسیار تأثیرگذار بود.
سنت مهاویبهاشاء بیان می‌کند که خود بودا (گوتاما بودا) آن را آموزش داده است، اما در شرایط متفاوت است. این اثر به کاتیاانیپوترا با تألیف بعدی آن نسبت داده شد. ماها-پراجنا-پارامیتوپادشا (که در واقع به آشتاسکاندها اشاره دارد) بیان می‌کند که ۱۰۰ سال پس از مرگ بودا، اختلاف نظرهای اعتقادی بین استادان بزرگ به وجود آمد که منجر به پیدایش فرقه‌ها با نام مشخص شد.
هیون تسیانگ معتقد است که این کتاب حدود سه قرن پس از بودا نوشته شده است، که ۱۵۰ قبل از میلاد مسیح خواهد بود.
همان‌طور که جاناتان سیلک (۲۰۰۸) نشان داده است، ادبیات بودایی هند در واقع حاوی ارجاعاتی به اعمال محارم در میان جامعه خاصی از بیگانگان است. برخی از متون مربوط به چینی ترجمه شده است، مانند ابهیدرما مهاویبهاشا شسترا Abhidharma-mahāvibhāṣā-śāstra، رساله ای حجیم از دویست داستان که بین سال‌های ۶۵۶ و ۶۵۹ که توسط هیون تسیانگ ترجمه شده است. این اثر تنها به زبان چینی حفظ شده است.

در این کتاب آمده است در غرب ملیکجه (یک اصطلاح سانسکریت به معنای بربر است که به مردمان بیگانه یا بربر در هند باستان اشاره دارد) وجود دارد که ماگا برهمانا / مغ نامیده می‌شوند. آنها استدلال‌هایی از این قبیل را مطرح می‌کنند: 
وقتی پدر یا مادرش در سنین پیری ضعیف باشد و با بیماری‌های لجوج مواجه شود، کشتن آنها بدون گناه است. چرا اینطور می‌شود؟ کسانی که در دوران پیری ضعیف هستند، قوای معیوب دارند و نمی‌توانند نوشیدنی و غذا بخورند. آنها در صورت مرگ، توانایی‌های جدید و برتری کسب خواهند کرد و شیر گرم تازه می‌نوشند. آنها در صورت مواجهه با یک بیماری سرسخت در معرض ناراحتی زیادی قرار خواهند گرفت. اگر بمیرند از چنین پریشانی رهایی می‌یابند، از این رو کشتن آنها بدون تجاوز است. گفته می‌شود که این نوع اعمال کشتار از جهل ناشی می‌شود.
 این عمل مذهبی از بین بردن تعداد نامحدود «موجودات سمی» برای بودایی‌ها کاملاً وحشتناک بود، زیرا معتقد بودند کشتن در اکثر شرایط کارمای منفی (ناسالم) ایجاد می‌کند که نتیجه (کارما فالا) آن رنج در این زندگی و زندگی آینده است. نویسندگان یونانی و هندی این آداب و رسوم زرتشتی را ناپسند و در عین حال قابل توجه می‌دانستند.
در غرب ماگا برهمانا همچنین عنوان می‌کنند که رفتار شهوت‌آمیز با مادر، دختر، خواهر بزرگ‌تر یا کوچک‌تر، عروس یا امثال آن، مطلقاً هیچ گناهی ندارد. چرا؟ همهٔ زنان مانند میوه‌های رسیده، مانند غذا و نوشیدنی آماده، جاده، پل، قایق، محل استحمام، هاون و غیره هستند. این رسم است که موجودات از اینها مشترک استفاده می‌کنند و لذا شهوترانی با آنها گناهی ندارد.
اگرچه در اینجا به صراحت از ایرانیان نام برده نشده است، اما می‌توان فرض کرد که در ذهنیت خوانندگان چینی «غرب» (یعنی غرب هند) اشاره به ایرانی‌ها داشت. از طرف دیگر، این تصور ممکن است بیشتر تصوری مبهم از قبایل نامشخص بیگانه‌ای باشد که در غرب هند واقع شده بودند.
این آداب و رسوم ادعایی مربوط به زنا با محارم و اتانازی در میان مردم در غرب عملاً به عنوان نمادهای تکرار شونده در ابهیدارما عمل می‌کرد که به نوبه خود به جهان‌بینی بوداگرایی چینی منتقل شد. دیدگاه‌های بودایی چینی در مورد ایران و دین ایرانی عمدتاً بر اساس تعصب‌ها و کلیشه‌هایی بود که از بودیسم هندی به بودیسم چینی وارد شده بودند. به این ترتیب، ایران و فرهنگ‌های اطراف به‌عنوان یک گروه جمعی از ملچا به‌عنوان نوعی کاریکاتور از آنچه بودایی نباید باشد، عمل می‌کرد، اما در عین حال، این دیدگاه‌ها از دیدگاهی قوم‌گرا و تعصب‌آمیز نشأت می‌گرفت که ظاهراً در متن‌های بودایی در هند رایج بود. بسیاری بر این باور بودند که نه تنها بودا باید در هند میانه متولد شود، بلکه باید از کاست مناسب نیز باشد. این به صراحت در ابهیدرما مهاویبهاشا شسترا بیان شده است: "معلوم است که بودا باید در جهان در هند در قاره جامبودویپا ظاهر شود و نه یک سرزمین مرزی در میان داسیو و ملچاها. متن همچنین می‌گوید: «معلوم است که بودا باید در جهان در میان کاست‌های کاتریا یا برهمانا ظاهر شود. غیبت کاست‌های برهمانا و کاتریا این احتمال را که هر بودایی می‌تواند در غرب (یا شرق) متولد شود، منتفی می‌کرد. این باور فقط دیدگاهی تعصب آمیز را تأیید می‌کرد که معتقد بود ملل خارج از سیستم کاست برهمنی هرگز محیط مناسبی برای ظهور بودادارما نخواهند بود. به عبارت دیگر، دین واقعی باید در هند ظهور می‌کرد (یا دوباره ظهور می‌کرد). این تصور از کاست، که ریشه در یک مکان جغرافیایی خاص دارد، با سنت برهمنی مشترک بود و بودایی‌ها قطعاً تحت تأثیر آن بودند.»